# Pinas (familienaam)
Pinas is een van oorsprong Frans-Surinaamse achternaam, die ook in Nederland veel voorkomt. 
De naam Pinas, mogelijk afgeleid van de naaldboom pinus, werd in 1863 gegeven aan 48 vrijgelaten slaven op plantage Onverwacht in het district Para te Suriname. In dat jaar werd de slavernij afgeschaft en kregen de vrijgemaakten een familienaam toegewezen. De namen werden door een koloniaal ambtenaar geregistreerd in een zogeheten borderel, maar kwam vaak uit de koker van de plantage-eigenaar. 
De achternaam Pinas kwam ook voor bij Joodse Nederlanders. Van oudsher waren veel Surinaamse plantages in joods bezit. In 1863 was Onverwacht in bezit van de familie Caupain, van Franse afkomst.
Zie ook: Pinas (gemeente) en Pinas (schip). In Nederland bestaan verschillende Pinasstraten.